# Руднік Анатолій Андрійович
Анатолій Андрійович Руднік, кандидат технічних наук, член Партії регіонів; колишній народний депутат України.
Народився 8 жовтня 1948 (м. Пирятин, Полтавська область); українець; дружина Тамара Якимівна (1954) — заступник директора управління «Укравтогаз»; дочки Тетяна (1967) і Олена (1974); син Андрій (1980).
Освіта: Львівський політехнічний інститут, енергетичний факультет (1967–1972), інженер-теплоенергетик; кандидатська дисертація «Методи підвищення ефективності транспортування газу» (Івано-Франківський національний технічний університет нафти і газу, 2002).
Вересень 2007 — кандидат в народні депутати України від Партії регіонів, № 238 в списку. На час виборів: народний депутат України, член ПР.
Народний депутат України 5-го скликання з квітня 2006 до листопада 2007 від Партії регіонів, № 194 в списку. На час виборів: генеральний директор дочірньої компанії «Укртрансгаз» НАК «Нафтогаз України», член ПР. Член фракції Партії регіонів (з травня 2006). Член Комітету з питань культури і духовності (липень — листопад 2006), член Комітету з питань транспорту і зв'язку (з листопада 2006).
- Вересень 1972 — вересень 1974 — служба в армії.
- Вересень 1974 — липень 1979 — старший машиніст, начальник зміни Петропавловськ-Камчатської ТЕЦ.
- Серпень — листопад 1979 — старший інженер Об'єднання «Дніпроенерго».
- Грудень 1979 — червень 1991 — старший оператор, старший змінний інженер, головний інженер, начальник компресорної станції Дніпропетровського лінійного виробничого управління магістральних газопроводів ДП «Харківтрансгаз» АТ «Укргазпром».
- Червень 1991 — вересень 1995 — начальник Запорізького лінійного виробничого управління магістральних газопроводів ДП «Харківтрансгаз» АТ «Укргазпром».
- Вересень 1995 — листопад 1998 — генеральний директор Дочірнього підприємства «Харківтрансгаз».
- Листопад 1998 — січень 1999 — начальник департаменту з видобування та транспортування газу — член правління, січень 1999 — жовтень 2005 — генеральний директор ДК «Укртрансгаз» — член правління НАК «Нафтогаз України»[4][5].

Дійсний член Української нафтогазової академії.
Депутат Харківської облради (квітень 2002 — квітень 2006).
Заслужений працівник Укргазпрому (1998). Лауреат Державної премії України в галузі науки і техніки (2002). Орден «За заслуги» III (жовтень 1998), II (жовтень 1999), I ступенів (серпень 2002). Подяка Президента України (2000). Грамота Верховної Ради України (2001). Грамота Державного комітету нафтової, газової та нафтопереробної промисловості України. Грамота Міністра палива та енергетики України. Почесна відзнака НАК «Нафтогаз України» I ступеня. Орден Святого Рівноапостольного князя Володимира (1998, УПЦ).
Автор понад 20 наукових праць, зокрема довідників: «Довідник працівника газотранспортного підприємства» (2001), «Експлуатація і технічне обслуговування газорозподільних станцій магістральних газопроводів» (2003).
Захоплення: мотокрос, підводне плавання.